# Koripallon miesten SM-sarjakausi 1966-1967
La Koripallon miesten SM-sarjakausi 1966-1967 è stata la 27ª edizione del massimo campionato finlandese di pallacanestro maschile. La vittoria finale è stata ad appannaggio del KTP-Basket.

## Risultati

### Stagione regolare
|     | Squadra             | G  | V  | P  | PF   | PS   | Pt. | Qualificazione |
| --- | ------------------- | -- | -- | -- | ---- | ---- | --- | -------------- |
| 1.  | KTP-Basket          | 18 | 15 | 3  | 1308 | 1105 | 30  |                |
| 2.  | Tapion Honka        | 18 | 15 | 3  | 1361 | 1176 | 30  |                |
| 3.  | ToPo Helsinki       | 18 | 13 | 5  | 1393 | 1242 | 26  |                |
| 4.  | Helsingin NMKY      | 18 | 8  | 10 | 1292 | 1294 | 16  |                |
| 5.  | Työväen Maila-Pojat | 18 | 8  | 10 | 1220 | 1241 | 16  |                |
| 6.  | Kotkan Pojat        | 18 | 8  | 10 | 1118 | 1206 | 16  |                |
| 7.  | Turun Riento        | 18 | 8  | 10 | 1219 | 1318 | 16  |                |
| 8.  | Hels. Kisa-Toverit  | 18 | 7  | 11 | 1383 | 1378 | 14  |                |
| 9.  | Oulun NMKY          | 18 | 6  | 12 | 1166 | 1264 | 12  | retrocesse     |
| 10. | Namika Lahti        | 18 | 2  | 16 | 1107 | 1343 | 4   | retrocesse     |

| Koripallon miesten SM-sarjakausi 1966-1967 |
| ------------------------------------------ |
| KTP-Basket 2º titolo                       |

## Formazione vincitrice
| N° | Naz.                 | Ruolo | Sportivo         |  | Alt. |  |
| -- | -------------------- | ----- | ---------------- |  | ---- |  |
|    | Finlandia (bandiera) |       | Veikko Laapas    |  |      |  |
|    | Finlandia (bandiera) |       | Arto Kylmälä     |  |      |  |
|    | Finlandia (bandiera) |       | Timo Sievers     |  |      |  |
|    | Finlandia (bandiera) |       | Esa Matiskainen  |  |      |  |
|    | Finlandia (bandiera) |       | Ari Paananen     |  |      |  |
|    | Finlandia (bandiera) |       | Timo Tuurnala    |  |      |  |
|    | Finlandia (bandiera) |       | Timo Toikka      |  | 194  |  |
|    | Finlandia (bandiera) |       | Veikko Miettinen |  |      |  |
|    | Finlandia (bandiera) |       | Hannu Paananen   |  |      |  |
|    | Finlandia (bandiera) | C     | Veikko Vainio    |  | 205  |  |
|    | Finlandia (bandiera) |       | Jukka Hurme      |  |      |  |
|    | Finlandia (bandiera) |       | Mika Arola       |  |      |  |
|    | Finlandia (bandiera) | All.  |                  |  |      |  |